# وانگ شو
وانگ شو (انگلیسی: Wang Shu؛ زادهٔ ۴ نوامبر ۱۹۶۳) معمار اهل کشور چین است. شو در سال ۲۰۱۲ برندهٔ جایزه معماری پریتزکر شده‌است.

## تاریخچهٔ فعالیت حرفه‌ای

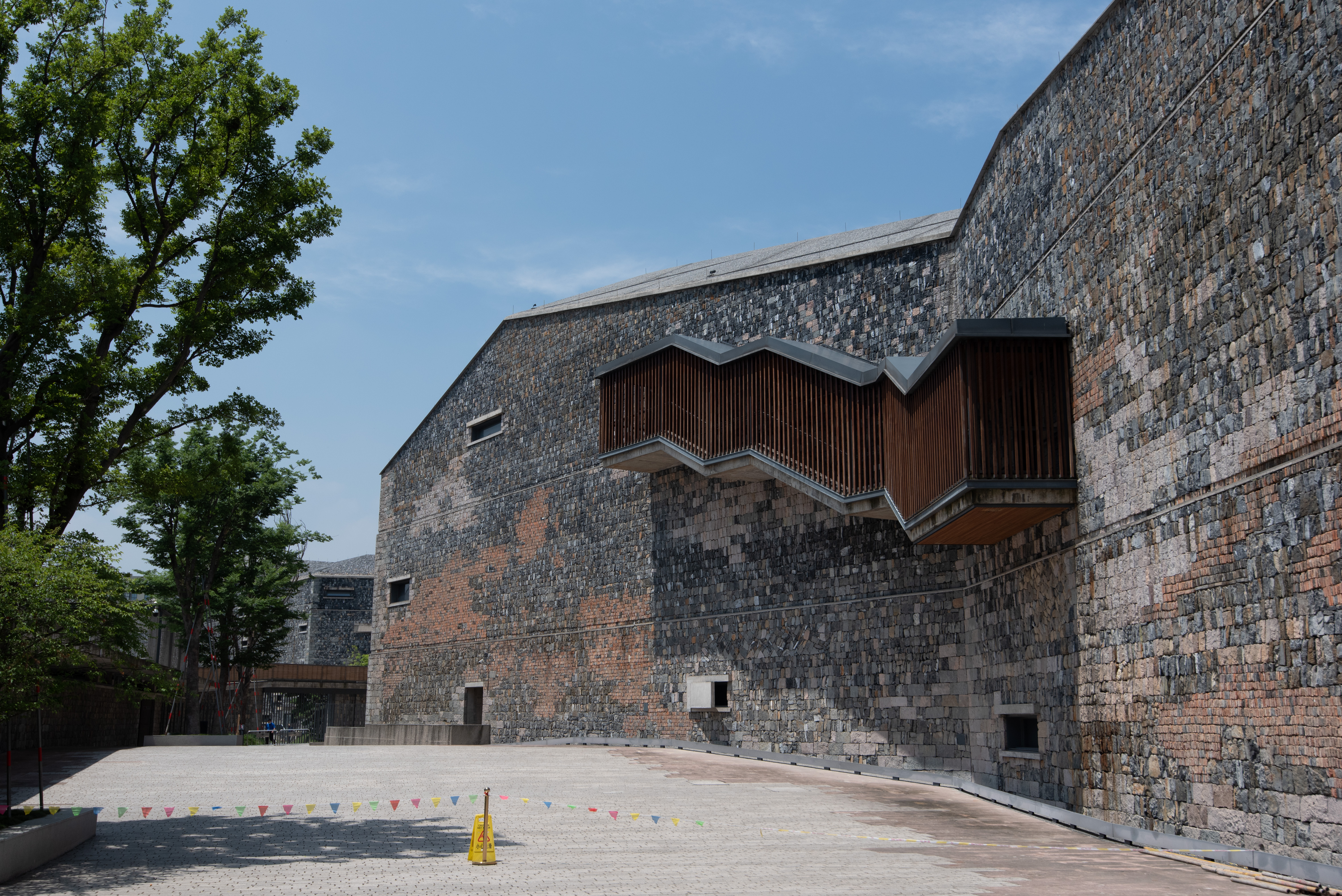
موزه لینان

وانگ و همسرش، لو ونیو، شرکت خود به نام کارگاه معماری آماتور (به انگلیسی: Amateur Architecture Studio) را در سال ۱۹۹۷ در هانگژو، که خیلی وقت است یکی از زیباترین شهرهای چین به‌شمار می‌رود، تأسیس کردند. به رغم رشد بی‌محابای سالهای اخیر، هانگژو هنوز جاذبهٔ راز آمیزش خیال‌انگیز و جایی برای شکوفایی هنر و سنت است. ساختمانهای وانگ، در عین استفاده از عناصر و سیستمهای سازه‌ای معاصر، از آبشخور فرهنگ باستان آب می‌خورد. وانگ هنوز با کامپیوتر طراحی نمی‌کند و می‌گوید «من فقط با مداد کار می‌کنم».
زمانی که بسیاری از هم نسلانش در خارج تحصیل می‌کردند، وانگ مدارک کارشناسی و ارشد خود در معماری را از مؤسسهٔ تکنولوژی نانجینگ گرفت. او برای تحقیق دربارهٔ مرمت ساختمان به هانگژو رفت و ده سالی را با صنعتگران محلی کار کرد. بیشتر کارهای اولیه اش مستلزم مرمت سازه‌های قدیمی بود که باعث سفارش‌های بعدی ساختمانهای جدید به او شد.
وانگ می‌گوید در فرایند طراحیش زمینه خیلی مهم است. می‌گوید «نقطه شروع کار من همیشه جایگاه سایت است. باید زندگی، مردم، و آب و هوا را بشناسم». او اولین کار بزرگش، یعنی کتابخانهٔ دانشکدهٔ ونژنگ در دانشگاه سوژو را در سال ۲۰۰۰ تمام کرد. وانگ در دو سالانهٔ ونیز شرکت کرد و نمایشگاه‌هایی در هنگ کنگ، بروکسل، برلین، و پاریس برگزار کرد، ولی همه کارهایش در چین است. از سال ۲۰۰۰، وانگ رئیس بخش معماری فرهنگستان هنر هانگژو بوده‌است.

## آثار
برخی آثار خاتمه یافتهٔ شو عبارتند از: موزهٔ هنر معاصر نینگبو (۲۰۰۵)، خانهٔ سرامیکی در جینهوا (۲۰۰۶)، مرحله اول (۲۰۰۴) و مرحله دوم (۲۰۰۷) پردیس خیانگشان در فرهنگستان هنر چین، آپارتمانهای دارای حیاط در ارتفاع هانگژو (۲۰۰۷)، و موزهٔ تاریخ نینگبو (۲۰۰۸).

## نگارخانه

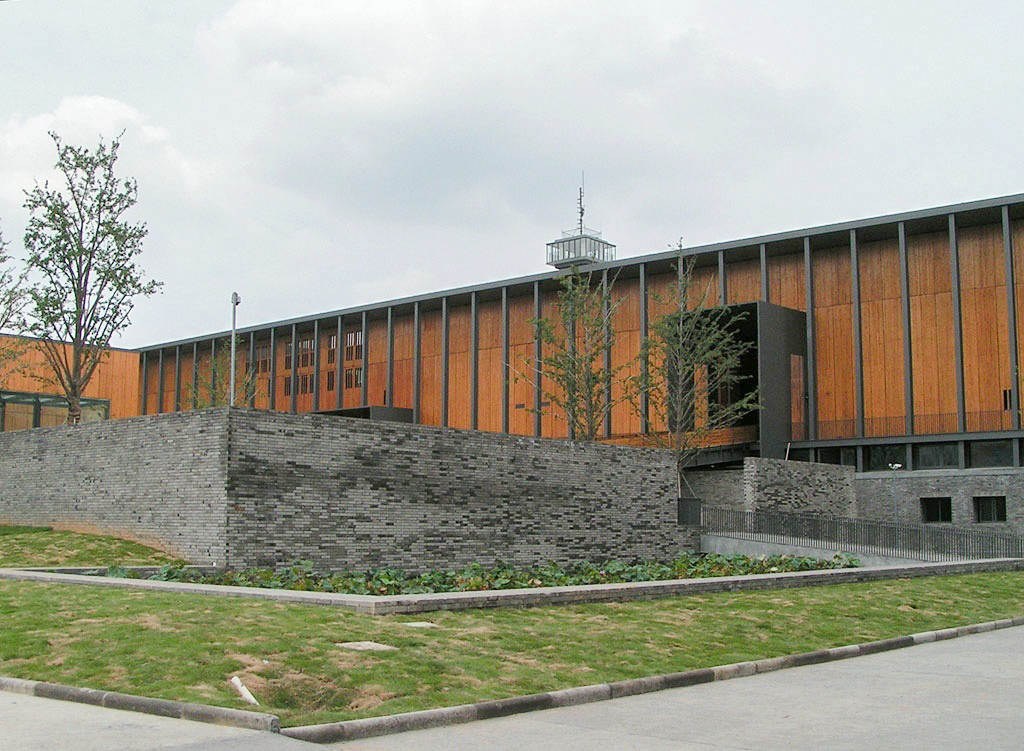
موزهٔ هنر معاصر نینگبو (۲۰۰۵
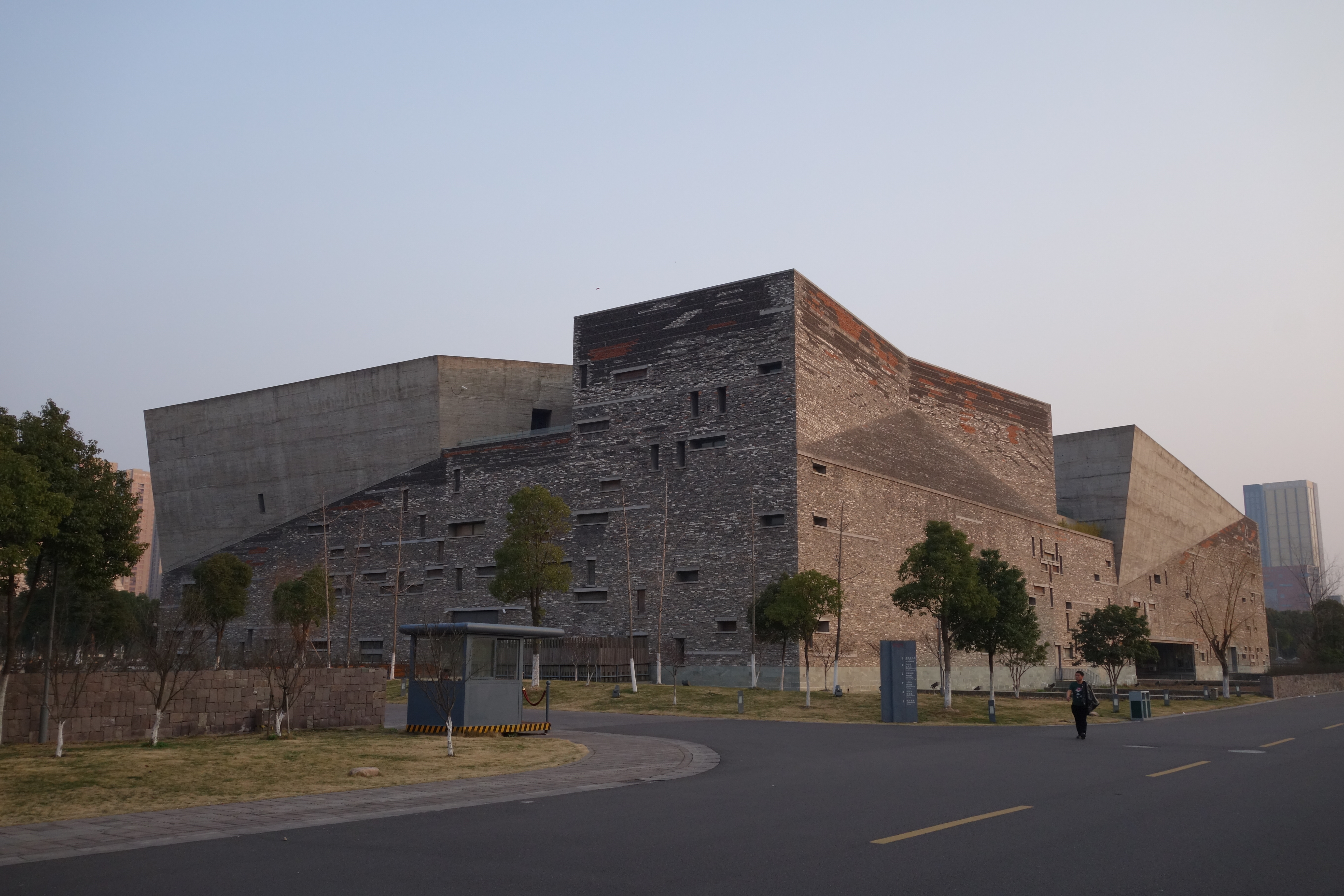
موزهٔ تاریخ نینگبو (۲۰۰۸)
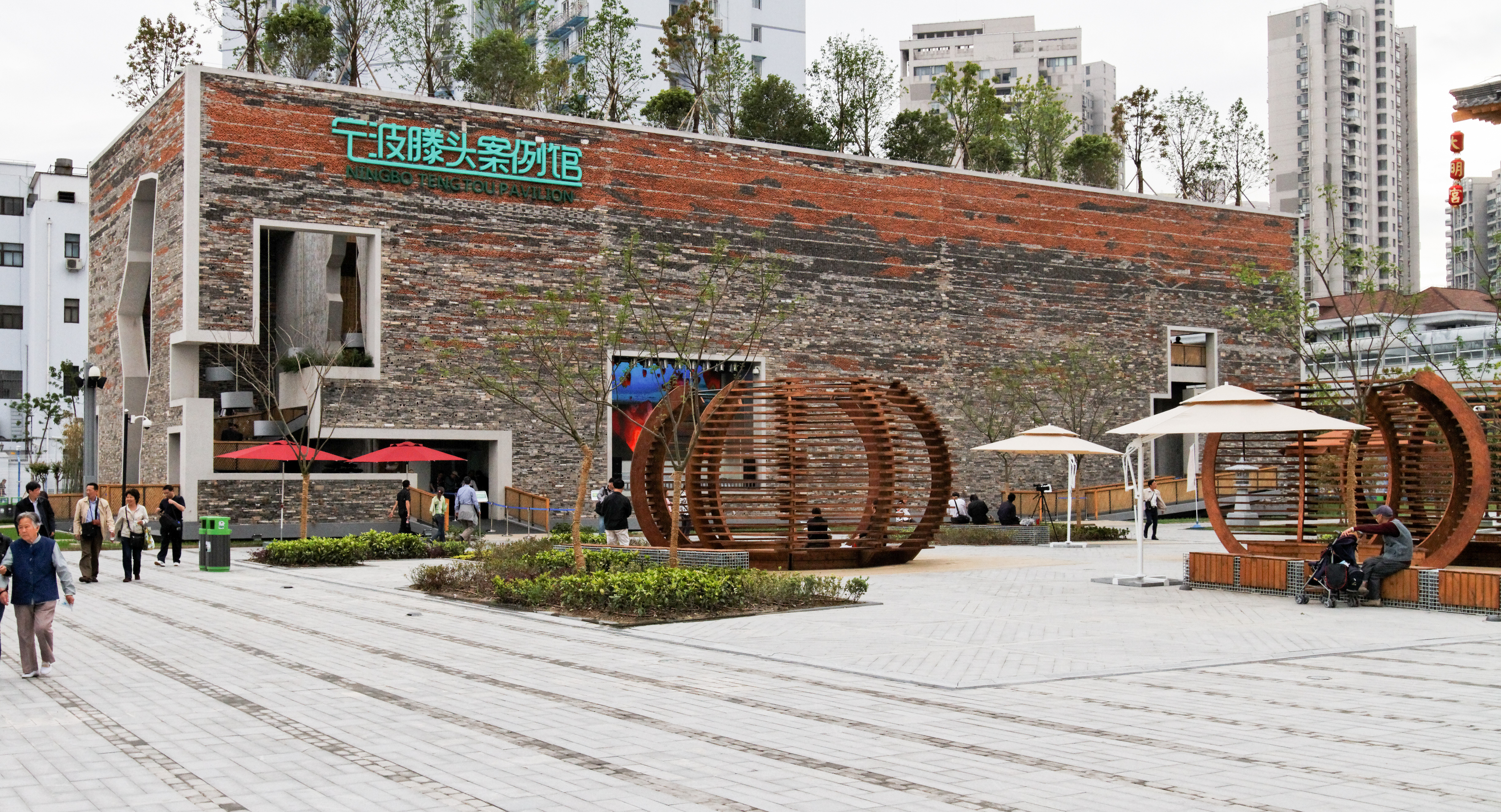
غرفهٔ نینگبو تنگبو، نمایشگاه شانگهای (۲۰۱۰)